# 高橋美優
高橋美優（日语：／ Takahashi Miyu，2002年5月15日—），日本女子羽毛球運動員，亦為日本國家羽毛球隊成員。兵庫縣出生，毕业于青森山田高校。2021年4月，加入UNISYS会社，同時成為該社羽球部員。

## 簡歷
2018年9月，高橋美優代表日本队出战加拿大萬錦市举行的世界青年羽毛球錦標賽，随队赢得团体赛季军。
她在2019年的全日本綜合羽毛球錦標賽以高校生的身分在單打擊敗佐藤冴香，並在雙打項目與大竹望月闖入八強，但最終不敵一號種子的福島由紀/廣田彩花組合。
2024年九月，她與大竹望月在2024年越南羽毛球公開賽決賽擊敗泰國組合，奪得生涯首座巡迴賽冠軍。隔年3月，在德國羽毛球公開賽擊敗頭號種子，獲得冠軍。

## 主要比賽成績
只列出曾進入準決賽的國際賽事成績：
| 年份   | 賽事                           | 公開賽級別 | 項目     | 拍檔     | 成績   |
| ------ | ------------------------------ | ---------- | -------- | -------- | ------ |
| 2018年 | 世界青年羽毛球錦標賽           | 其他       | 混合團體 |          | 季軍   |
| 2020年 | 愛沙尼亞羽毛球國際挑戰賽       | 國際系列賽 | 女子雙打 | 大竹望月 | 準決賽 |
| 2022年 | 馬哈拉施特拉邦羽毛球國際挑戰賽 | 國際挑戰賽 | 女子雙打 | 星千智   | 冠軍   |
| 2022年 | 恰蒂斯加爾邦羽毛球國際挑戰賽   | 國際挑戰賽 | 女子雙打 | 星千智   | 冠軍   |
| 2022年 | 馬爾地夫羽毛球國際挑戰賽       | 國際挑戰賽 | 女子雙打 | 星千智   | 冠軍   |
| 2023年 | 大阪羽毛球國際挑戰賽           | 國際挑戰賽 | 女子雙打 | 大竹望月 | 亞軍   |
| 2024年 | 北馬里亞納羽毛球公開賽         | 國際挑戰賽 | 女子雙打 | 大竹望月 | 冠軍   |
| 2024年 | 印尼北干巴魯羽毛球大師賽       | 超級100賽  | 女子雙打 | 大竹望月 | 亞軍   |
| 2024年 | 越南羽毛球公開賽               | 超級100賽  | 女子雙打 | 大竹望月 | 冠軍   |
| 2025年 | 德國羽毛球公開賽               | 超級300賽  | 女子雙打 | 大竹望月 | 冠軍   |
| 2025年 | 台北羽毛球公開賽               | 超級300賽  | 女子雙打 | 大竹望月 | 亞軍   |

| 2018-2026年 | 總決賽 | 超級1000賽 | 超級750賽 | 超級500賽 | 超級300賽 | 超級100賽 | 國際挑戰賽 | 國際系列賽 | 未來系列賽 | 其他 |